# جوئل بارلو
جوئل بارلو (به انگلیسی: Joel Barlow) متولد ۱۷۵۴ و متوفی ۱۸۱۲، شاعر آمریکایی قرن هجده-نوزده میلادی.
وی اهل کانتیکت بود و در همان ایالت تحصیلات خود را در دانشگاه ییل به اتمام رسانید.